# Marie de Romieu
Marie de Romieu (* um 1545 in Viviers; † nach 1584) war eine französische Dichterin.

## Leben und Werk
Marie de Romieu war die Tochter eines Bäckers und die Schwester von Jacques de Romieu, des « secrétaire ordinaire de la chambre du Roy » und späteren Kanonikers von Viviers. Darüber hinaus weiß man von ihr nur, an welche berühmten Frauen und Dichterinnen ihrer Zeit sie Bitten oder Komplimente richtete. Marie-Madeleine Fontaine sah sie vor allem in der geistigen Nachbarschaft von Madeleine und Catherine Des Roches.

## Werke (Auswahl)
- (1572) (Übersetzerin) Alessandro Piccolomini: Instruction pour les jeunes dames, par la mère et fille d’alliance. J. Dieppi, Paris 1597.
  - (moderne Ausgabe) Instruction pour les jeunes dames par la mere et fille d’alliance (1597). Hrsg. Concetta Menna Scognamiglio. Schena, Fasano 1992.
- (1581) Les premières œuvres poétiques. Hrsg. André Winandy. Droz, Genf. Minard, Paris 1972.
  - (andere Ausgabe) Œuvres poétiques de Marie de Romieu. Hrsg. Prosper Blanchemain. Librairie des bibliophiles, Paris 1878.
- (1584) (Beiträgerin) Jacques de Romieu (1540–1600): Les mélanges de Jacques de Romieu, Vivarois où sont comprises les louanges héroïques du dit païs de Vivarois. Rigaud, Lyon 1584.